# King Kong (film fra 1933)
 For alternative betydninger, se King Kong (flertydig). (Se også artikler, som begynder med King Kong)
King Kong er en eventyrfilm fra 1933, der introducerede figuren King Kong som en overdimensioneret gorilla, der bliver et offer for menneskets herskesyge. Filmen er siden blevet genindspillet flere gange, men mange mener, at selv om man med blandt andet computerteknik har kunnet perfektionere det tekniske aspekt, så har denne den originale film stadig så store kvaliteter, at den regnes som den bedste version. På imdb.com vurderes den af brugerne blandt de 250 bedste film i verden (nr. 206 pr. 28. maj 2009).

## Skuespillere
- Fay Wray – Ann Darrow
- Robert Armstrong – Carl Denham
- Bruce Cabot – John 'Jack' Driscoll
- Frank Reicher – Kaptajn Englehorn
- Sam Hardy – Charles Weston
- Noble Johnson – Høvding
- Steve Clemente – Medicinmand

## Handling
Filminstruktøren Carl Denham har under depressionen en fattig pige, Ann Darrow, som han vil gøre til stjerne i sin nye film. Filmholdet drager til havet omkring Indonesien, hvor filmen skal indspilles, og Denham fortæller langt om længe kaptajnen, at de skal finde en ø, der ikke er indtegnet på de normale kort. Øen formodes at indeholde et monster, der kaldes Kong.
Da de ankommer til øen, ser høvdingen og medicinmanden fra den lokale stamme Ann, som de i et ubevogtet øjeblik kidnapper. De overgiver hende til Kong under en religiøs ceremoni, og Kong viser sig omsider som en gigantisk gorilla. Filmholdet følger efter, men i stedet for at dræbe Ann, viser Kong ømhed for hende. Den holder filmholdet væk, idet den dræber alle bortset fra Denham og Driscoll, en sømand, der er blevet forelsket i Ann. I flere situationer viser Kong sin styrke, blandt andet over for nogle dinosaurer, der også lever på øen. I forbindelse med en af disse kampe får Driscoll fat i Ann, og sammen med Denham flygter de til landsbyen. Her lykkes det Denham med gas at uskadeliggøre den forfølgende Kong.
Denham får nu ideen om at tage den zoologiske sensation Kong med til New York. Her vises den frem i et teater, men de talrige blitzlys og den øvrige hurlumhej får Kong til at vise alle sine kræfter og bryde løs. Den hærger dernæst gaderne i byen, får undervejs fat i Ann, men da den også jages af politi og militær, flygter den til sidst op i Empire State Building med Ann. Gorillaen indser det umulige i sin situation, sætter Ann af på udsigtsplatformen og kravler selv helt op i spidsen af bygningen, hvor den omsider skydes ned fra fly. Denham konkluderer, at det var "skønheden, der slog udyret ihjel".

## Betydning
Blandt de forhold, der har gjort filmen til en af de mest velanskrevne eventyrfilm, er musikken, der er skrevet af Max Steiner. Musikken er tematiseret, så bestemt musik spilles bestemte steder. Der er f.eks. et Kong-tema, der varieres passende, når Kong er i centrum.
En anden væsentlig ingrediens i filmen er animationen. Man havde tidligere brugt livagtige figurer i film, men den såkaldte stop-motion-teknik blev for første gang anvendt i større omfang her. Teknikken er i årene efter blevet meget udbredt, og animatoren Willis O'Brien fra denne film fremstår som en pioner. Ligeledes er visse scener optaget med miniaturemodeller, hvilket ganske vist var prøvet før, men anvendelsen her hører til de mest berømte i filmhistorien.
Blandt filmens inspirationer kan nævnes et par film fra 1910'erne, hvor handlingen udspilledes i isolerede jungleområder med overlevende dinosaurer. Derudover var film med aber meget populære i filmens første år, blandt andet fordi der var langt mellem aberne i de zoologiske haver på den tid.

## Forbud
Filmen blev forbudt i Finland og Tyskland. I Finland på grund af de mange voldelige scener og i Tyskland på grund af, at naziregimet ikke brød sig om at se, hvordan ariske kvinder blev behandlet.

## Modtagelse
Filmen fik mest positive, men også visse negative anmeldelser ved premieren. Ved en prøveforevisning fik en scene meget voldsomme reaktioner fra publikum, og den blev klippet ud. Merian C. Cooper, der både var instruktør og producer, hævdede ganske vist, at beskæringen skete for at holde filmens tempo. Men for datiden var filmen problematisk, dels på grund af scener, hvor mennesker ædes af dyr, dels på grund af scener, hvor Kong piller Anns tøj af hende (hun beholder dog under alle omstændigheder de centrale klædningsstykker på). Disse scener blev i forskellige tilfælde skåret ud af censuren, men i 1976 blev en udgave udsendt, hvor de fleste af de bortskårne scener var genindsat.

## Efterfølgere
Se King Kong.